# The Love That Remains
The Love That Remains (Originaltitel Ástin sem eftir er) ist ein Filmdrama von Hlynur Pálmason. Der Film mit Saga Garðarsdóttir, Sverrir Gudnason, Ída Mekkín Hlynsdóttir, Þorgils Hlynsson und Grímur Hlynsson in den Hauptrollen fängt ein Jahr im Leben einer Familie ein, während die Eltern ihre Trennung verarbeiten. Die Koproduktion von Island, Dänemark, Schweden und Frankreich feierte im Mai 2025 bei den Internationalen Filmfestspielen in Cannes ihre Premiere.

## Handlung
Die Künstlerin Anna würde sich eigentlich gerne von ihrem seefahrenden Ehemann Magnus trennen, doch sie haben drei gemeinsame Kinder, Tochter Ída und die Söhne Grímur und Þorgils, für die sie die Hauptlast der Erziehung schon seit langem alleine trägt. Wegen seiner Arbeit auf einem Fischereitrawler ist er oft wochenlang auf dem Meer. Wenn Magnus zuhause ist, erscheint er ihnen mehr als ein Gast dann ein Familienmitglied.
Nachdem Anna ihr Atelier verliert, wird die freie Natur zu ihrem neuen Arbeitsplatz. Sie setzt bettlakengroße Leinwände einfach den Elementen aus und befleckt sie mit Dreck und Rost.

## Produktion

### Filmstab und Besetzung
Regie führte Hlynur Pálmason, der auch das Drehbuch schrieb. Es handelt sich bei The Love That Remains nach Winter Brothers von 2017, Weißer weißer Tag von 2019 und Godland von 2022 um den vierten Spielfilm des Isländers. Letzterer wurde von Island als Beitrag für die Oscarverleihung 2024 als bester Internationaler Film eingereicht. Hlynur Pálmason betätigte sich bei The Love That Remains auch als Kameramann. Den Filmschnitt übernahm sein langjähriger Partner Julius Krebs Damsbo.
Die Hauptrolle besetzte Hlynur Pálmason mit Saga Garðarsdóttir, eine Art Alter Ego des Regisseurs. Sie spielt Anna. Sverrir Guðnason spielt deren Ehemann Magnús, kurz Maggi. Ída Mekkín Hlynsdóttir spielt ihre Tochter Ída und Grímur Hlynsson und Þorgils Hlynsson deren jüngere Brüder Grímur und Þorgils. Die drei Nachwuchsschauspieler sind die Kinder von Regisseur Hlynur Pálmason. Ída Mekkín Hlynsdóttir spielte bereits in Godland. Ingvar Eggert Sigurðsson, der Pálmi spielt, war bereits in seinen Filmen Weißer weißer Tag und Godland zu sehen.

### Filmförderung und Dreharbeiten
Der Film erhielt unter anderem Förderungen vom Isländischen Filmzentrum, dem Isländischen Ministerium für Kultur und Wirtschaft, dem Dänischen Filminstitut, dem Nordisk Film & TV Fond, dem Schwedischen Filminstitut, Arte und Creative Europe MEDIA.
Der Film wurde über mehrere Jahre hinweg in Ostisland gedreht, in der Nähe von Hlynur Pálmasons Wohnort und an anderen berühmten und spektakulären Orten des Landes. Für die Aufnahmen verwendete er eine 35-mm-Arricam. Auch einzelne Szenen entstanden über Jahre hinweg. So wurde eine Schaufensterpuppe in einem kleinen Haus aufgestellt und immer wieder aufgenommen. Er drehte den Film fast ausschließlich bei natürlichem Licht. Das Szenenbild gestaltete Frosti Friðriksson.

### Marketing und Veröffentlichung
Ende Januar 2025 wurde The Love That Remains beim Nordic Film Market des Göteborg Film Festival vorgestellt. Dort erwarb New Europe Film Sales die Rechte. Im Februar 2025 wurde The Love That Remains beim European Film Market vorgestellt. Die Premiere des Films war am 18. Mai 2025 bei den Internationalen Filmfestspielen in Cannes, wo er in der Sektion Cannes Premières gezeigt wurde. Hier stellte New Europe Film Sales The Love That Remains auch beim Marché du film vor. Im Juni 2025 wurde der Film beim Sydney Film Festival gezeigt. Im Juli 2025 sind Vorstellungen beim Internationalen Filmfestival Karlovy Vary geplant und im August 2025 beim Melbourne International Film Festival. Im September 2025 wird der Film beim Toronto International Film Festival vorgestellt und hiernach beim New York Film Festival. Den Vertrieb in Deutschland übernimmt Plaion Pictures.

## Rezeption

### Kritiken
Von den bei Rotten Tomatoes aufgeführten Kritiken sind alle positiv.
Nora Nater schreibt in ihrer Kritik für outnow.ch, The Love That Remains habe einige Einzigartigkeiten, die zuerst liebenswert seien,  im Laufe des Films aber eher verwirrten und störten. So würde man in Zwischenszenen immer wieder Darstellungen von beispielsweise Pilzen, Beeren oder den Charakteren des Films sehen, die scheinbar zufällige Gegenstände in die Kamera halten, was das Ganze zur Geschichte beiträgt, seie allerdings schwer zu beantworten. Ansonsten seien die Leistungen vor der Kamera solide, und die Schauspielenden, ob nun das frisch getrennte Ehepaar oder deren Kinder, zeigten glaubwürdige Performances. Auch wenn The Love That Remains für zahlreiche Lacher sorge, mit manchen Szenen mitten ins Herz treffe und auch mit den Aufnahmen der isländischen Landschaft besteche, erfülle der Film die durch den Titel gestellten Erwartungen kaum, auch wenn in den knapp zwei Stunden, die er dauert, genügend Zeit dazu gewesen wäre.

### Auszeichnungen
Sydney Film Festival 2025
- Nominierung im Offiziellen Wettbewerb[17]